# Honi Soit
Honi Soit je sedmé sólové studiové album velšského multiinstrumentalisty Johna Calea. Album vyšlo v březnu 1981 u vydavatelství A&M Records. Album produkoval Mike Thorne a Cale byl pouze vedoucí producent. Autorem obalu alba je Andy Warhol. Hudebníci hrající na albu byli na obalu uvedeni jako posádka stíhacího letounu, přičemž Cale byl letový chirurg. V žebříčku Billboard 200 se album umístilo na 154. příčce. K albu vyšel jeden doprovodný singl obsahující skladby „Dead or Alive“ a „Honi Soit“. Šlo o jeho první album, které se umístilo v hitparádě.

## Nahrávání
Album bylo nahráváno ve studiích CBS Studios a Media Sound v New Yorku. Jde o poslední album nahrané ve studiu CBS – nedlouho poté bylo zbouráno. Album si neprodukoval sám Cale, jako to dělal v dřívějších i pozdějších dobách, ale producentem byl Mike Thorne a Cale byl pouze vedoucí producentem. Album nahrával Harvey Goldberg, který se rovněž staral o mixování skladeb. Asistentem při nahrávání skladeb byl Carl Beatty. O mastering se staral Jack Skinner v newyorském studiu Sterling Sound.

## Vydání
Název alba pochází z hesla Honi soit qui mal y pense.
K albu vyšel jeden singl „Dead or Alive“ / „Honi Soit“. Album poprvé vyšlo 13. března 1981, pět a půl roku od vydání posledního studiového alba Helen of Troy. Naopak další studiové album Music for a New Society vyšlo po roce a půl od tohoto. Album vyšlo u vydavatelství A&M Records a jde o jediné album, které Cale pro A&M nahrál. Autorem obalu alba je Andy Warhol, který pro Calea navrhl i obal alba The Academy in Peril z roku 1972. Warhol původně chtěl album pojmenovat John and Yoko a na obal byl vytvořil fotografie Calea společně s Yoko Ono, se kterou se v té době stýkal. Cale s tím však nesouhlasil a Warhol tedy obal vytvořil jinak. V levém horním rohu je vedle dobové fotografie nápis „Mr. John Cale“ (na některých verzích je uvedeno „John D. Cale“) a pod ním „British Passport“. Název alba je v pravé části psaný odspoda nahoru a převážnou část obalu alba zabírá státní znak Spojeného království. Hudebníci byli na zadní straně u svých fotografiích uvedeni jako posádka letounu. Kytarista Sturgis Nikides jako „hellcat“, klávesista Jim Goodwin jako „gunner“, baskytarista Peter Muny jako „wing and prop“ a bubeník Robert Medici jako „navigator“. Sám Cale byl letový chirurg. V roce 1991 vyšlo album v reedici na CD.
Různé skladby později vyšly na kompilacích a koncertních albech. Největšího počtu vydání se dostalo první skladbě „Dead or Alive“, která vyšla na kompilaci Seducing Down the Door (1994), na koncertním albu John Cale Comes Alive (1984) a na LP verzi alba Even Cowgirls Get the Blues (1987). Sólově s klavírem ji Cale rovněž nahrál v roce 1983 v Rockpalastu a tato verze vyšla v roce 2010 na albu Live at Rockpalast. Druhá skladba „Strange Times in Casablanca“ vyšla rovněž na kompilaci Seducing Down the Door a „Wilson Joliet“ na jiné kompilaci Close Watch: An Introduction to John Cale, kde vyšla rovněž i „Riverbank“. Ta pak vyšla i na albu Live at Rockpalast. Tradicionál „Streets of Laredo“ Cale rovněž hrál při svých sólových koncertech a i tato skladba později vyšla na Live at Rockpalast. V pořadí poslední písní na albu Honi Soit je „Magic & Lies“, která rovněž vyšla na Even Cowgirls Get the Blues.

## Seznam skladeb
Všechny skladby jsou nazpívané v angličtině mimo „Honi Soit (La Première Leçon de Français)“ – ta je ve francouzštině. Autorem všech skladeb je John Cale, mimo tradicionálu „Streets of Laredo“. Aranžérem všech skladeb je Cale.
| Strana 1 (LP) | Strana 1 (LP)               | Strana 1 (LP) |
| Pořadí        | Název                       | Délka         |
| ------------- | --------------------------- | ------------- |
| 1.            | Dead or Alive               | 3:51          |
| 2.            | Strange Times in Casablanca | 4:13          |
| 3.            | Fighter Pilot               | 3:10          |
| 4.            | Wilson Joliet               | 4:23          |
| 5.            | Streets of Laredo           | 3:34          |

| Strana 2 (LP)  | Strana 2 (LP)                             | Strana 2 (LP) |
| Pořadí         | Název                                     | Délka         |
| -------------- | ----------------------------------------- | ------------- |
| 1.             | Honi Soit (La Première Leçon de Français) | 3:20          |
| 2.             | Riverbank                                 | 6:26          |
| 3.             | Russian Roulette                          | 5:15          |
| 4.             | Magic & Lies                              | 3:26          |
| Celková délka: | Celková délka:                            | 37:45         |

## Obsazení
Hudebníci
- John Cale – klávesy, viola, kytara, zpěv
- John Gatchell – trubka
- Jim Goodwin – syntezátory, klávesy, doprovodné vokály
- Peter Muny – baskytara, doprovodné vokály
- Robert Medici – bicí, doprovodné vokály
- Sturgis Nikides – kytara, doprovodné vokály
- Bomberettes – doprovodné vokály v „Fighter Pilot“

Technická podpora
- Mike Thorne – producent
- John Cale – vedoucí producent
- Harvey Goldberg – mixing, nahrávání
- Warren Frank – nahrávací technik
- Harold Tarowsky – asistent při nahrávání (CBS)
- Carl Beatty – nahrávací technik (Meadia Sound)
- Jack Skinner – mastering (Sterling Sound)
- Fred Lorey – fotografie
- Andy Warhol – koncept obalu
- John Vogel – grafický design